# Немесій
Немесій (350—420) — відомий  християнський теолог та філософ, церковний діяч піздньої  Римської імперії.

## Життєпис
Народився у м.Емес (сучасний Хомс, Сирія). Вивчав філософію, медицину.
З приводу часу життя Немесія немає єдиної точки зору серед дослідників. Одні відносять написання його праці до рубежу IV—V століть, інші — століття до середини V століття. Перші виходять з того, що в тексті трактату спростовуються христологічні і антропологічні погляди названих поіменно Евномія і Аполлінарія Лаодикійського (IV ст.) Але не згадуються творці протилежних христологічних систем V ст. Несторій і Євтихій. Частина прихильників раннього датування ототожнює з намісником Каппадокії Немесієм (останній, проте, був язичником, в усякому разі, в пору свого листування зі св. Григорієм). Другі ж знаходять у Немесія терміни, що зустрічаються у Феодорита Кирського (бл. 393 — бл.457 рр..) і приховану полеміку з Євтихієм.
Найвідоміша праця Немесія — «Про природу людини». Немесій намагався проаналізувати систему антропології з точку зору християнства. Тут він також аналізує безсмертність душі та тлінність тіла. Відповідає на питання чому це так. Немесій відкидає попередні пантеістичні теорії вчення матеріалізму. Він робить висновок, що людина складається з душі і тіла, вони є окремими складниками людини і в той же час спільними. Людина, на думку Немесія, безсмертна у самому початку життя. У своїй праці Немесій поєднує думки Платона, Аристотеля, Посидонія Апамейського. Ця праця мала значний вплив на Іоанна Дамаскіна, Альберта Великого та Фому Аквінського та інших схоластиків. 
Окрім цього у Немесія є коментарі фізіологічних та медичних праць Аристотеля та Галена, розробляв теорії Божественого Провидіння.